# 롼허
롼허(난하, 중국어: 灤河, 병음: Luán hé, 표준어: 롼허강)는 중화인민공화국의 북부를 흐르는 큰 하천의 하나이다. 화베이에서는 황하와 하이허를 뒤잇는 크기의 수계로, 허베이성과 내몽골 자치구에 유역이 걸치고 보하이해로 유입된다.
강은 허베이 성 북부의 장자커우 시에서 출발한다. 시역내의 바옌구얼투 산(巴彦古爾図山) 북부에 발원지가 있고 북쪽으로 흘러 내몽골 자치구의 시린궈러 맹의 남부(둬룬 현)으로 들어간다. 상류에서 강은 산뎬허(閃電河)로 불리고 주위의 초원 지대는 일찍이 원의 상도가 있던 땅이다. 여기서 북쪽에서 동남쪽으로 방향을 바꾸어 허베이 성의 동북부로 들어가고 그 다음에 허베이 성 동부를 일직선으로 가로질러 보하이 해로 나온다. 전체 길이는 885km, 유역 면적은 44,600km2에 이르고 그 대부분은 허베이 성에 속한다. 강의 주요 지류로는 우례허(武烈河), 칭룽허(青龍河) 등이 있고 강의 협곡이 만리장성 및 옌산산맥을 지나는 곳은 시펑커우(喜峰口)로 불리는 좁고 험한 길이 되어 있다. 상류·중류역의 큰 도시는 청더 시뿐이다.
롼허 상류의 내몽골 고원 부분에서는 흐름이 완만하고 강바닥은 넓고 얕다. 중류에서는 옌산산맥에 들어오기 때문에 흐름이 급해지고 하류는 허베이 성 동부의 지둥 평원(冀東平原)에 들어가기 때문에 다시 흐름이 완만해진다. 하도에는 토사의 퇴적이 많아 수운은 청더보다 하류에서 작은 배가 통과할 수 있을 정도로이다. 청나라 때 선양으로 참배하러 가는 황제 등은 도중에 청더의 피서산장에 들른 후, 피서 산장에서 우례허를 대형선으로 내려와 본류로 들어간 후 다른 지류인 푸허(瀑河)로 들어가 동쪽의 랴오닝 성 방면으로 빠져나왔다. 그러나 식생이나 삼림의 파괴가 진행된 20세기 후반 이후 강의 수량이 격감했기 때문에 청나라 때와 같은 대형선은 항행할 수 없게 되었다.